# Cantherhines pullus
Cantherhines pullus — вид єдинорогових, описаний Ранцані в 1842. Живе на мілководді в тропічних і субтропічних Атлантичному океані, Карибському морі і Мексиканській затоці.

## Опис
Риба виростає в довжину приблизно до 20 см. На голові є ряд хвилястих жовтуватих ліній, що спускаються на морду; біля очей вони чергуються з блакитними лініями. Тіло має ряд широких коричневих смуг, розділених вузькими білувато-жовтими смугами, які сходяться на хвості і продовжуються до хвостового плавця. На хвості є біла пляма середнього розміру, часто з меншою білою плямою під нею. Тіло всіяне дрібними помаранчевими плямами, деякі з яких мають коричневі центри, і білі плями схожого розміру. Перший шип спинного плавця розташований над оком. Він дуже великий і відокремлений від решти плавців. Безпосередньо за його основою є пазуха, в який його можна скласти, коли він не потрібен.

## Поширення та середовище проживання
Риба зустрічається в Карибському морі, північній половині Мексиканської затоки та тропічних і субтропічних водах Атлантичного океану. У західній Атлантиці його ареал простягається від Массачусетса до південно-східної Бразилії, тоді як у східній Атлантиці він відомий з Сан-Томе та Гвінейської затоки . Зазвичай зустрічається на рифах на глибині приблизно від 50 м, але зазвичай не глибше 20 м.

## Поширення та середовище існування
Риба плаває біля дна над скелястими і кораловими рифами, ховаючись серед більш високих коралів і горгоній. Харчується в основному губками і водоростями, але також споживає покривників, мохуваток та інших придонних безхребетних. Молодняк зустрічається в товщі води подалі від рифів і стає жертвою тунця та інших великих хижих риб. Цю рибу люди рідко їдять.

## Галерея

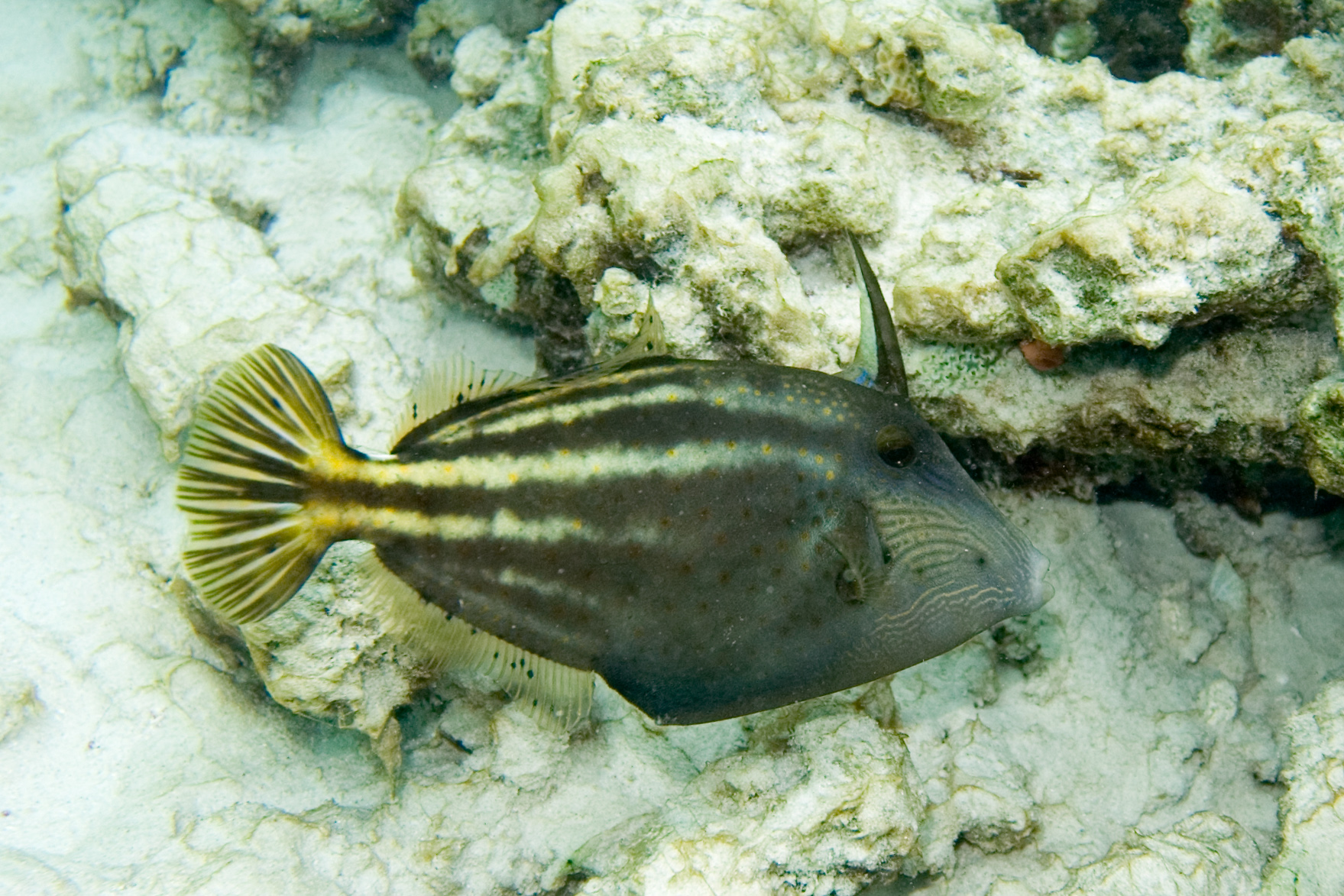
З піднятим шипом
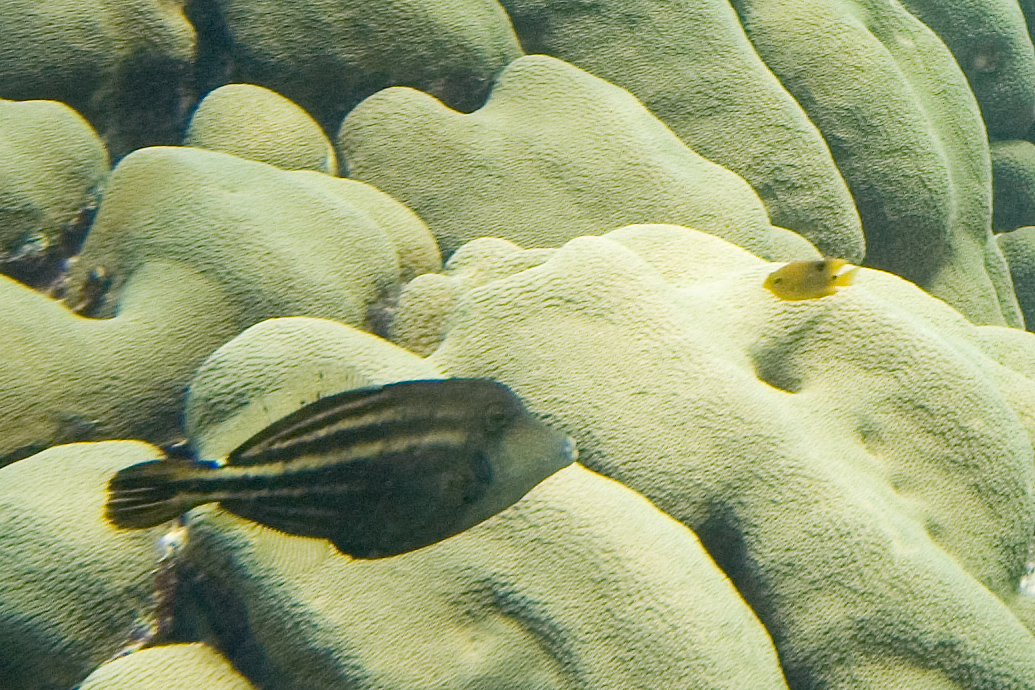
Серед коралів